# Siegfried Prößdorf
Siegfried Prößdorf (Großenstein, 2 de janeiro de 1939 — 19 de julho de 1998) foi um matemático alemão.
Trabalhou principalmente com análise e métodos numéricos.
Traduziu diversos livros de seu mestre Solomon Mikhlin.
Morreu em 1998, aos 59 anos de idade, e foi sepultado no Waldkirchhof Mahlsdorf em Berlim.

## Obras
- Einige Klassen singulärer Gleichungen, Birkhäuser 1974 (inglês: Some classes of singular equations, North Holland 1978)
- com Bernd Silbermann: Numerical Analysis for Integral and related Operator Equations, Akademie Verlag, Birkhäuser 1991
- com Silbermann: Projektionsverfahren und die näherungsweise Lösung singulärer Gleichungen, Teubner Texte zur Mathematik, 1977
- com Michlin: Singuläre Integraloperatoren, Akademie Verlag 1980